# Celia Linde
Celia Linde, född i Göteborg, uppvuxen i Kolmården och numera bosatt i Malmö är en svensk klassisk gitarrist och tonsättare. 

## Biografi
Celia Linde är utbildad vid Malmö Musikhögskola under ledning av Per-Olof Johnson (examen 1982) och vid Solistklassen på Det Kongelige Danske Musikkonservatorium i Köpenhamn (examen 1984). Hon fortsatte därefter i sydamerikansk gitarrmusik vid Manhattan School of Music för den brasilianske gitarristen Carlos Barbosa-Lima. Redan 1982 uppmärksammandes hon av gitarrlegenden Andrés Segovia för sin teknik och sina finkänsliga tolkningar av den klassiska gitarrmusiken.
Celia har framträtt som solist i konsertsalar som Weill Recital Hall i Carnegie Hall, 92 Street Y, och Bacon Theatre i New York. Hon har även gjort radioframträdanden hos BBC i London och WNYC i New York. Hennes repertoar omfattar den klassiska standardrepertoaren såväl som sydamerikansk musik och samtida konstmusik. Inom skandinavisk repertoar har hon bland annat uruppfört Sven-David Sandströms ”Six Pieces for Guitar and Orchestra”, tillsammans med Norrköpings Symfoniorkester 2004.

## Diskografi (urval)
- 1986 – Spanish Guitar Music
- 1992 – Latin American Guitar Music
- 2002 – Kontra Linde (med Anton Kontra)
- 2010 – Episodes on a Journey (med George Mihalache)
- 2011 – Nordic Trio (med Gitta-Maria Sjöberg och Tobias Durholm)
- 2019 – Shades in Blue[3][4]